# Cameron McEntyre
Cameron McEntyre (* 10. Februar 1999 in St Leonards) ist ein australischer Leichtathlet, der sich auf den Speerwurf spezialisiert hat.

## Sportliche Laufbahn
Erste internationale Erfahrungen sammelte Cameron McEntyre im Jahr 2015, als er bei den Jugendweltmeisterschaften in Cali mit einer Weite von 54,00 m in der Qualifikationsrunde ausschied. 2018 verpasste er bei den U20-Weltmeisterschaften in Tampere mit 68,19 m den Finaleinzug und 2020 siegte er mit 78,63 m beim Sir Graeme Douglas International. 2022 siegte er mit 75,92 m beim Melbourne Track Classic sowie mit 79,26 m beim Brisbane Track Classic. Anfang Juni gewann er bei den Ozeanienmeisterschaften in Mackay mit 78,42 m die Silbermedaille hinter seinem Landsmann Cruz Hogan und anschließend schied er bei den Weltmeisterschaften in Eugene mit 77,50 m in der Qualifikationsrunde aus. Im August klassierte er sich dann bei den Commonwealth Games in Birmingham mit 78,89 m auf dem siebten Platz. Im Jahr darauf schied er bei den Weltmeisterschaften in Budapest mit 78,10 m in der Vorrunde aus. 2024 siegte er mit 81,56 m beim USATF Throws Festival sowie mit 82,01 m beim Seiko Golden Grand Prix. Im Juni gewann er bei den Ozeanienmeisterschaften in Suva mit 76,52 m die Silbermedaille hinter seinem Landsmann Nash Lowis. Anschließend schied er bei den Olympischen Sommerspielen in Paris mit 81,18 m in der Qualifikationsrunde aus.
In den Jahren 2022 und 2024 wurde McEntyre australischer Meister im Speerwurf.